# Piramida Roșie
Piramida Roșie, numită de asemenea, Piramida de Nord, este cea mai mare dintre cele trei mari piramide situate la Dahshur. Numită pentru nuanța de roșu ruginit dintre pietrele sale, este, de asemenea a treia cea mai mare piramida egipteană, după cele ale lui Keops și Khafra de la Gizeh.

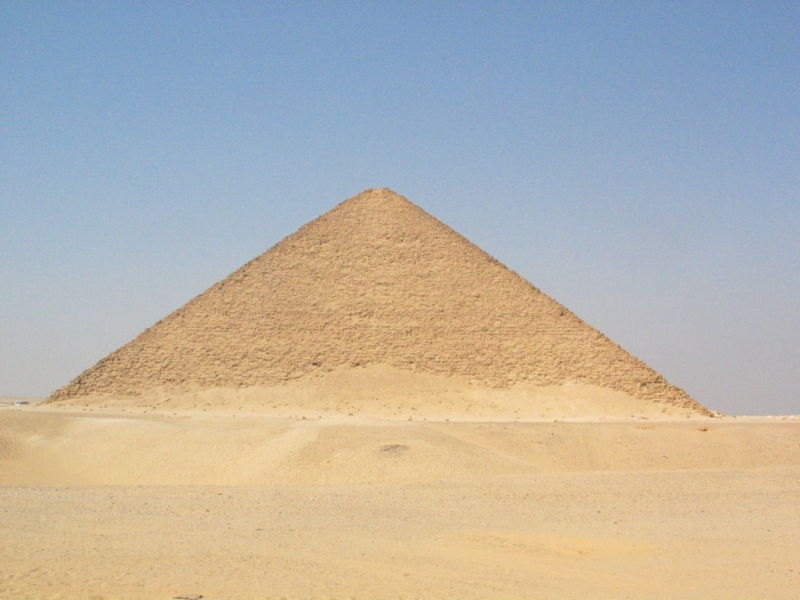
Piramida roșie

La momentul finalizării acesteia, a fost cea mai inalta structura construita de om.Ea a fost construită pentru faraonul Sneferu. Sneferu, (numit și: Snephru, Snefru sau Snofru; în greacă cunoscut sub numele de Soris), a fost fondator al dinastiei a patra din Egipt.

## Dimensiuni
- Înălțimea: 104 metri (341 ft)
- Baza:220 metri (722 ft)
- Unghi:43 grade

## Alte informații
1. Piramida Roșie, împreună cu Piramida Bent, au fost închise pentru turiști pentru mulți ani din cauza unui lagăr al armatei din apropiere.| Din seria Mitologia egipteană                                                                                       |
| |
| Divinități Isis, Osiris, Atum Ra, Amon, Seth, Horus Listă de zei din mitologia egipteană                            |
| Ființe fabuloase Apophis, Sfinx Listă de ființe legendare din mitologia egipteană                                   |
| Surse Cartea morților; Cartea vacii divine                                                                          |
| Temple Abu Simbel, Abydos, Complexul Dendera, Karnak, Luxor, Ramesseum, Templul lui Hatsepsut, Templul lui Kom Ombo |
| Piramide Piramida lui Keops, Piramida lui Kephren, Piramida lui Mikerinos, Piramida Roșie                           |
| Egiptologi Listă de egiptologi vizualizare • discuție • modificare                                                  |

1. Turiștii au taiat o intrare în partea de nord. Un pasaj de 3 picioare (0,91 m) inaltime si 4 picioare (1,2 m) lățime, coboară 27° și 200 de picioare (61 m), la un pasaj orizontal scurt, ce duce într-o cameră a cărei acoperiș este de 40 de picioare (12 m) ce se ridică în unsprezece etape.
2. Nu se știe sigur unde se află Camera Mortuară.

## Galerie de imagini

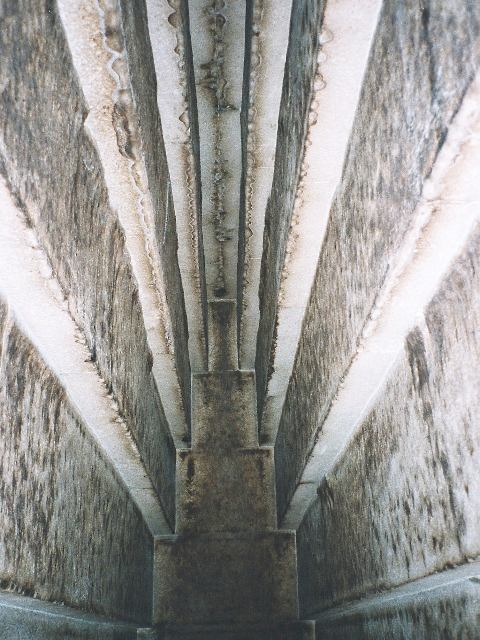
Intrarea în presupusa Cameră Mortuară.
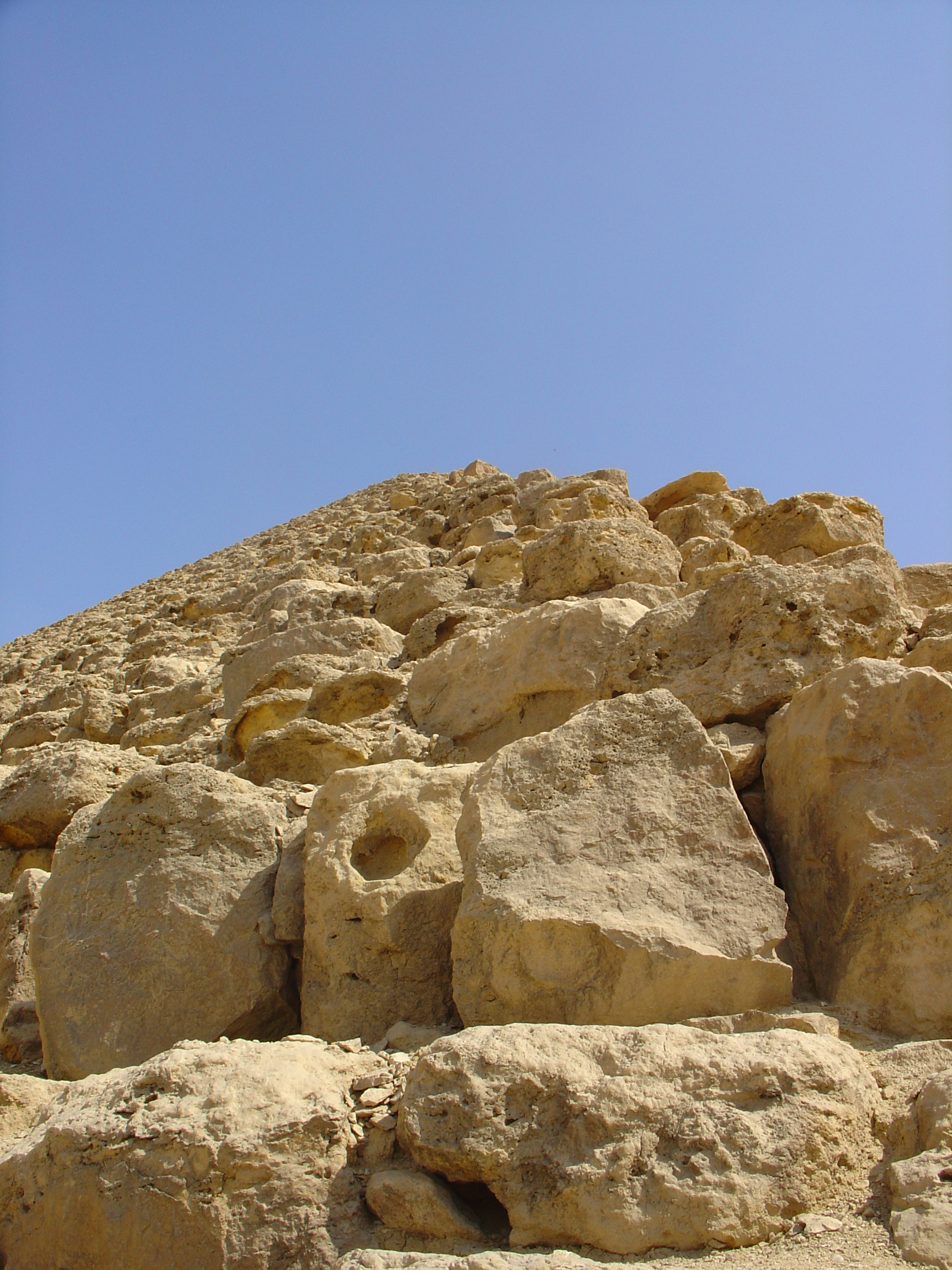
Pietre de lângă piramidă.
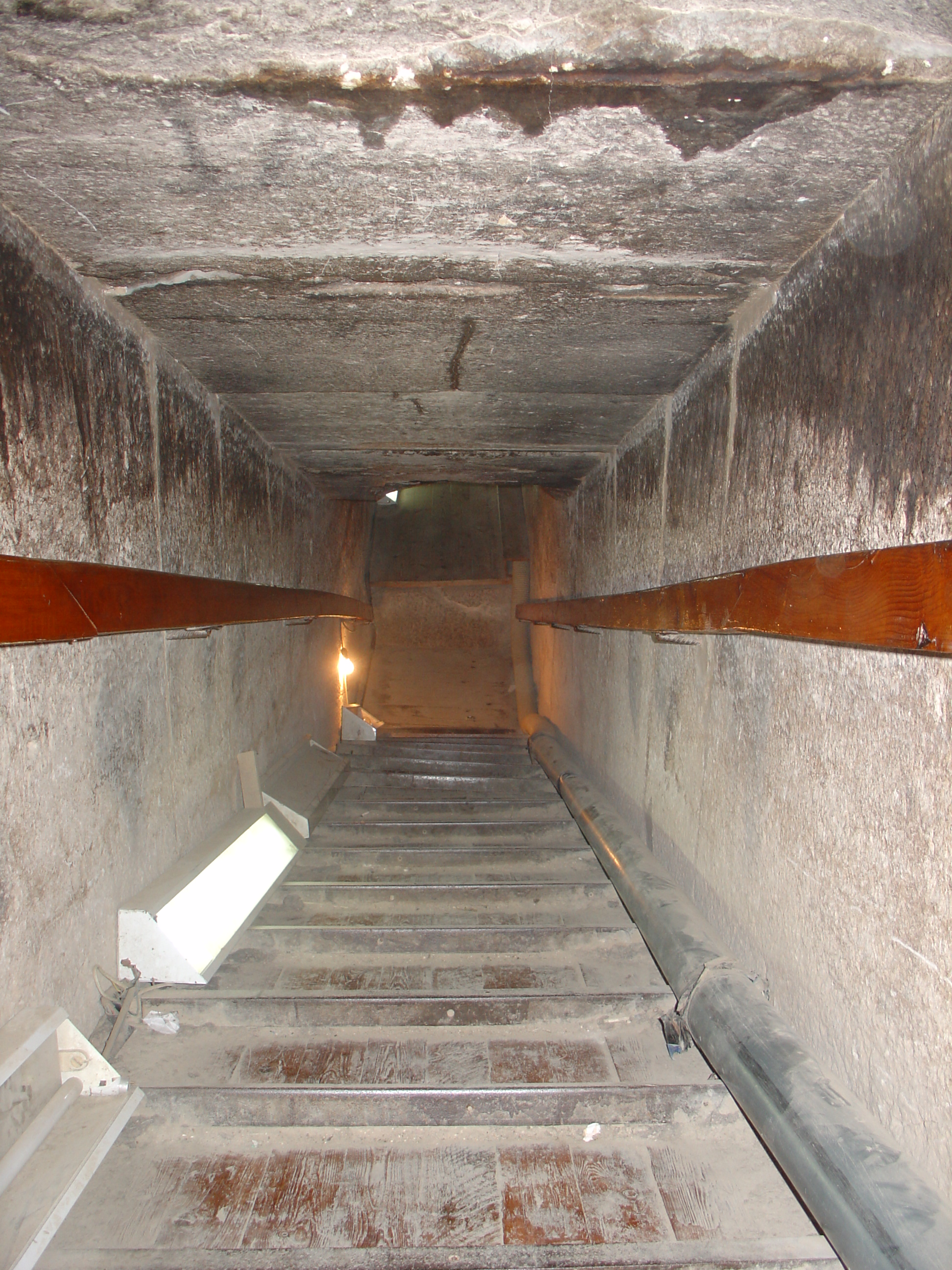
Culoar în piramidă.
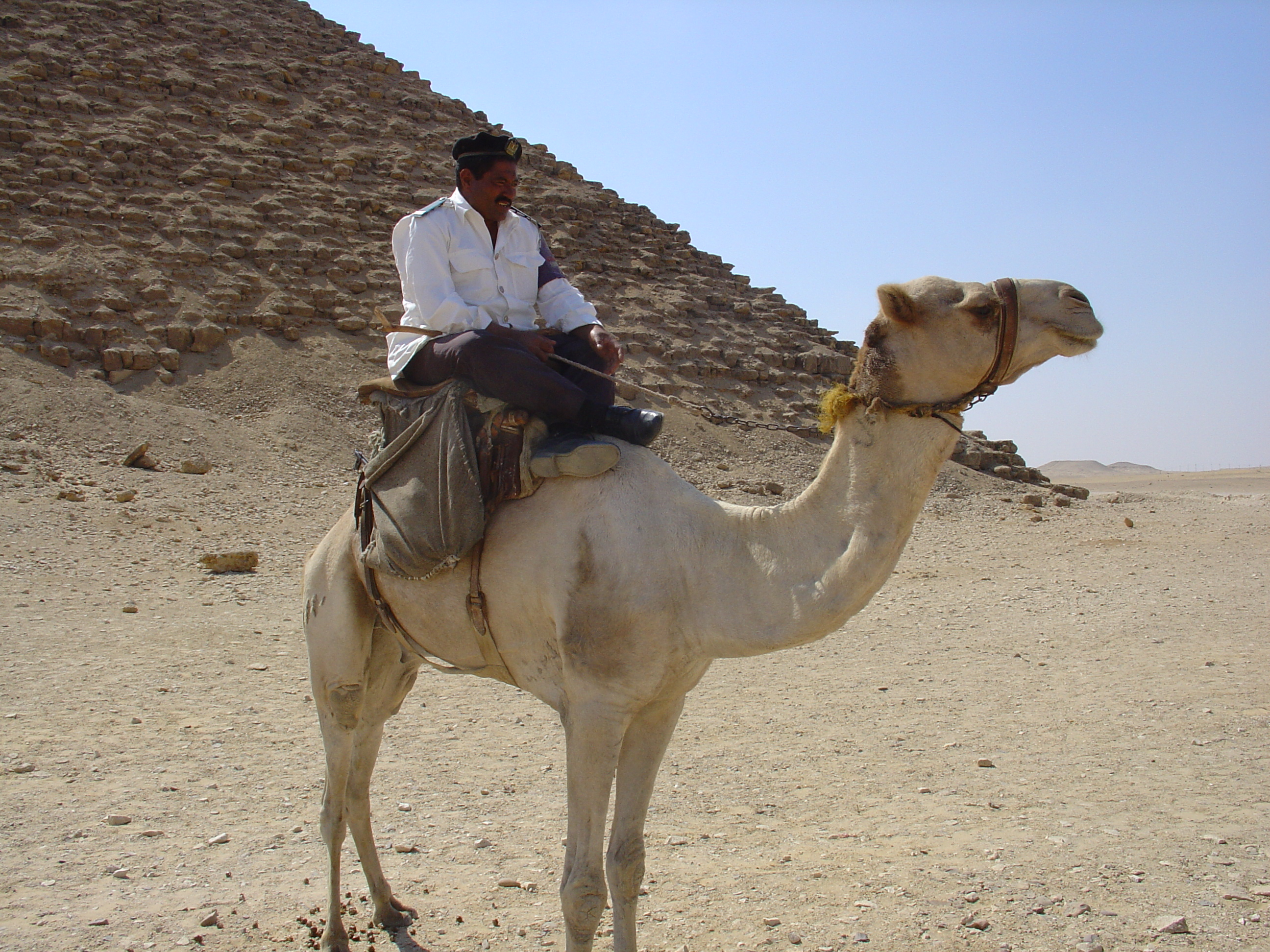
Poliția ce păzește piramida.
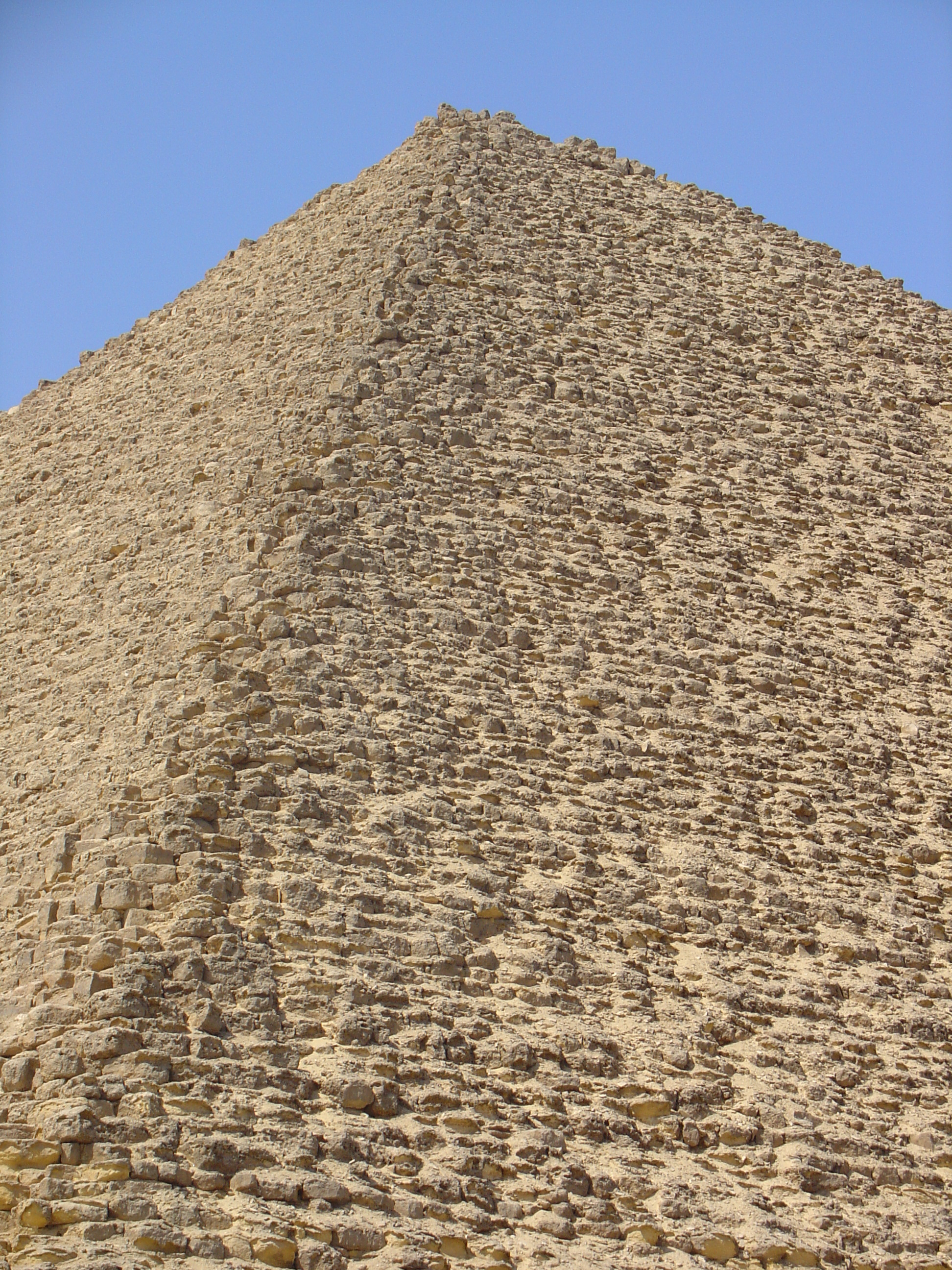
Privire spre vârful piramidei.
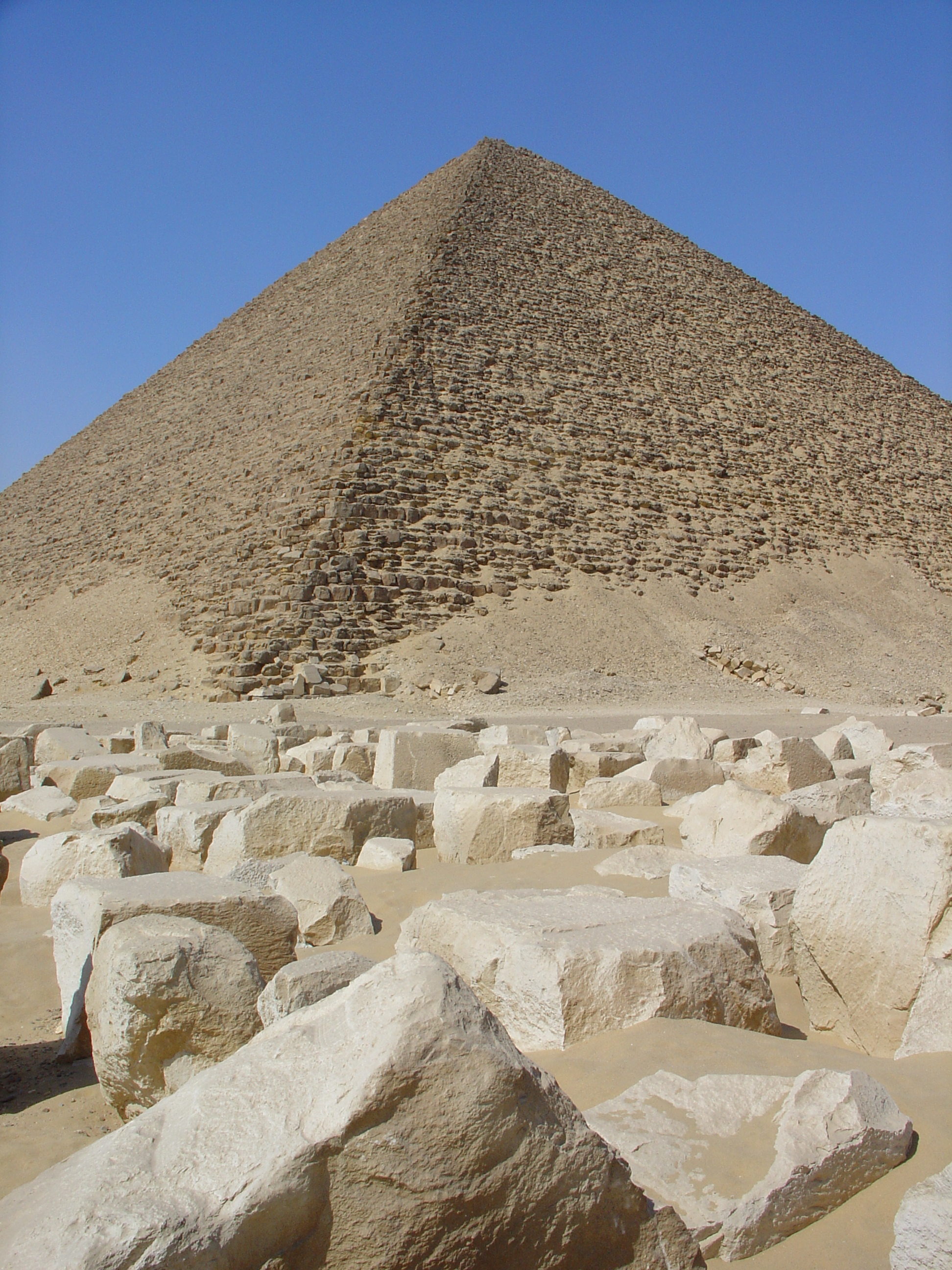
Privire spre piramidă.
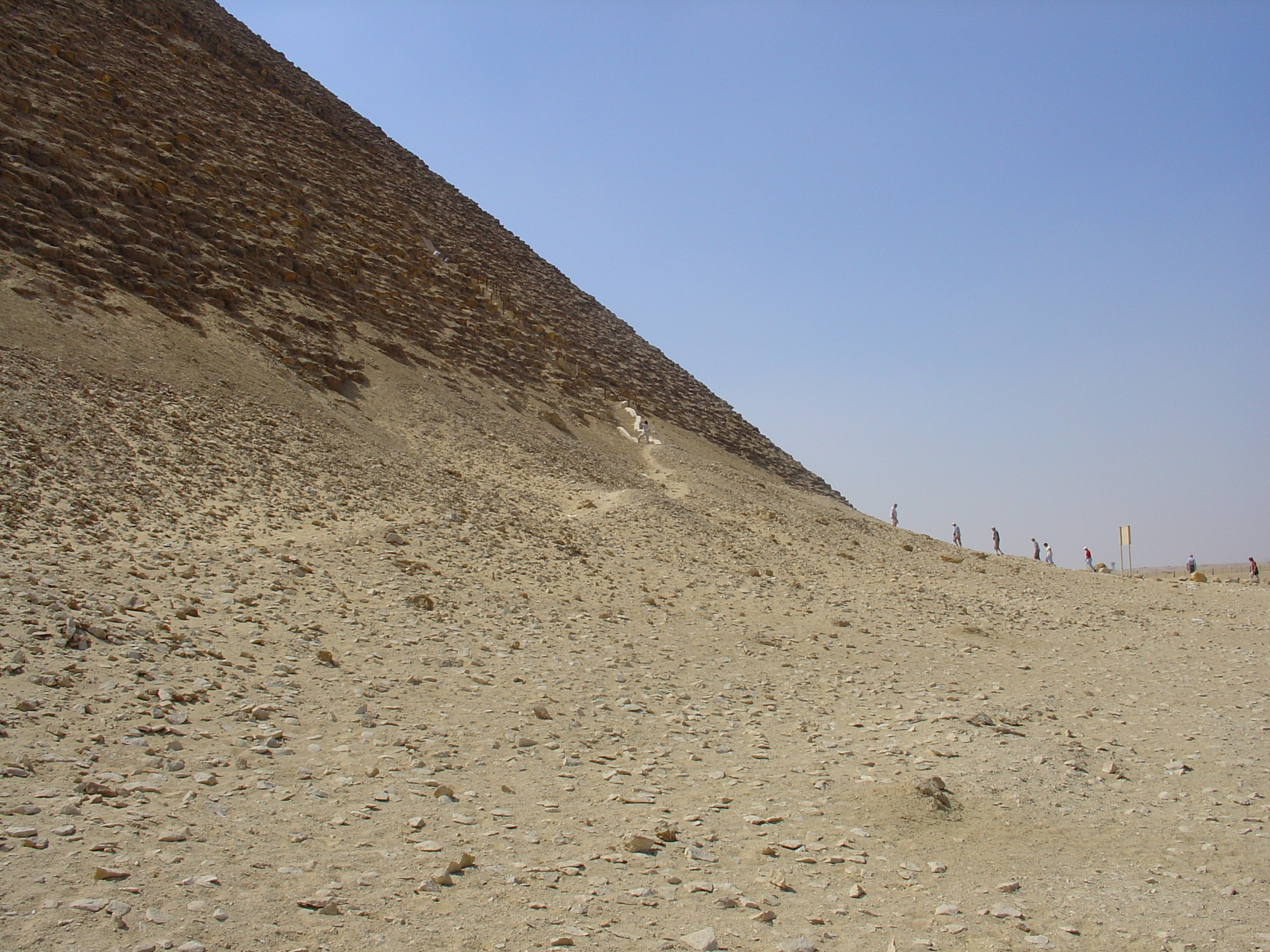
O margine a piramidei.